# Obwód doniecki
Obwód doniecki (ukr. Донецька область) – jeden z 24 obwodów Ukrainy. Leży we wschodniej części Ukrainy, przy granicy z Rosją.
Oficjalną stolicą obwodu jest Donieck. Z powodu trwającej okupacji miasta przez prorosyjskich separatystów tymczasową siedzibą administracji obwodowej jest od 11 października 2014 roku Kramatorsk (wcześniej, od 13 czerwca do 11 października 2014, był nią Mariupol).
Obwód graniczy na zachodzie z obwodem zaporoskim i dniepropetrowskim, na północnym zachodzie z charkowskim, na wschodzie z ługańskim i na południowym wschodzie z obwodem rostowskim Federacji Rosyjskiej. Obwód leży na styku trzech historycznych regionów: Zaporoża, Ukrainy Słobodzkiej i Wojska Dońskiego.

## Historia
11 maja 2014 roku w obwodzie odbyło się referendum niepodległościowe nieuznawane przez władze ukraińskie i społeczność międzynarodową.
Od 2014 roku do 2022 w południowo-wschodniej części obwodu istniała samozwańcza Doniecka Republika Ludowa, nieuznawana międzynarodowo. 30 września 2022 roku, po przeprowadzonym w warunkach okupacji głosowań z 27 września, doszło do ogłoszenia aneksji obwodu przez Rosję.

## Podział administracyjny
Obwód dzieli się na 8 rejonów:
1. bachmucki
2. doniecki
3. gorłowski
4. kalmiuski
5. kramatorski
6. mariupolski
7. pokrowski
8. wołnowaski

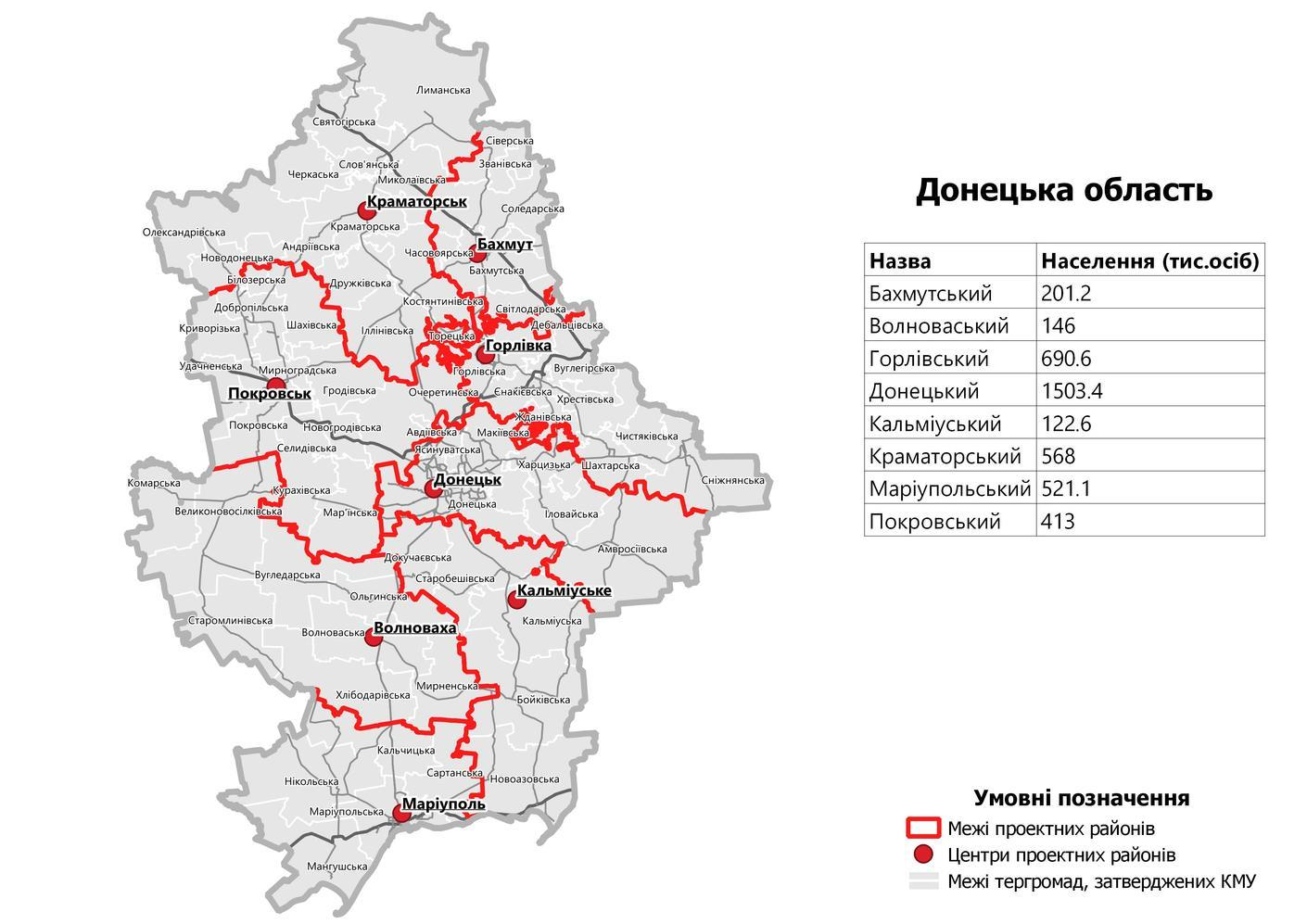
Rejony od 2020 roku

Rejony do 2020 roku

Do 19 lipca 2020 roku obwód dzielił się na 18 rejonów:
- amwrosijiwski
- bachmucki
- bojkiwski
- dobropolski
- jasynuwacki
- konstantynowski
- łymański
- manhuszski
- marjiński
- nikolski
- nowoazowski
- ołeksandriwski
- pokrowski
- słowiański
- starobeszewski
- szachtarski
- wełykonowosiłkowski
- wołnowaski

oraz 28 miast wydzielonych:
- Awdijiwka
- Bachmut
- Charcysk
- Chrestiwka
- Czystiakowe
- Debalcewo
- Dobropole
- Dokuczajewsk
- Donieck
- Drużkiwka
- Gorłówka
- Jasynuwata
- Jenakijewe
- Konstantynówka
- Kramatorsk
- Łyman
- Makiejewka
- Mariupol
- Myrnohrad
- Nowohrodiwka
- Pokrowsk
- Sełydowe
- Słowiańsk
- Śnieżne
- Szachtarsk
- Torećk
- Wuhłedar
- Żdaniwka.

## Demografia
Skład narodowościowy obwodu w 2001 roku:
1. Ukraińcy: 2744,1 tys. (56,9%)
2. Rosjanie: 1844,4 tys. (38,2%)
3. Grecy: 77.5 tys. (1,61%)
4. Białorusini: 44,5 tys. (0,92%)
5. Tatarzy: 19,2 tys. (0,4%)
6. Ormianie: 15,7 tys. (0,33%)
7. Żydzi: 8,8 tys. (0,18%)
8. Azerowie: 8,1 tys. (0,17%)
9. Gruzini: 7,2 tys. (0,15%)
10. Mołdawianie: 7,2 tys. (0,15%)
11. Bułgarzy: 4,8 tys. (0,1%)
12. Niemcy: 4,6 tys. (0,1%)
13. Polacy: 4,3 tys. (0,09%)
14. Romowie: 4,1 tys. (0,08%)

Obwód doniecki to największe skupisko Białorusinów, Greków, Gruzinów, Ormian i Rosjan na Ukrainie.

## Miasta

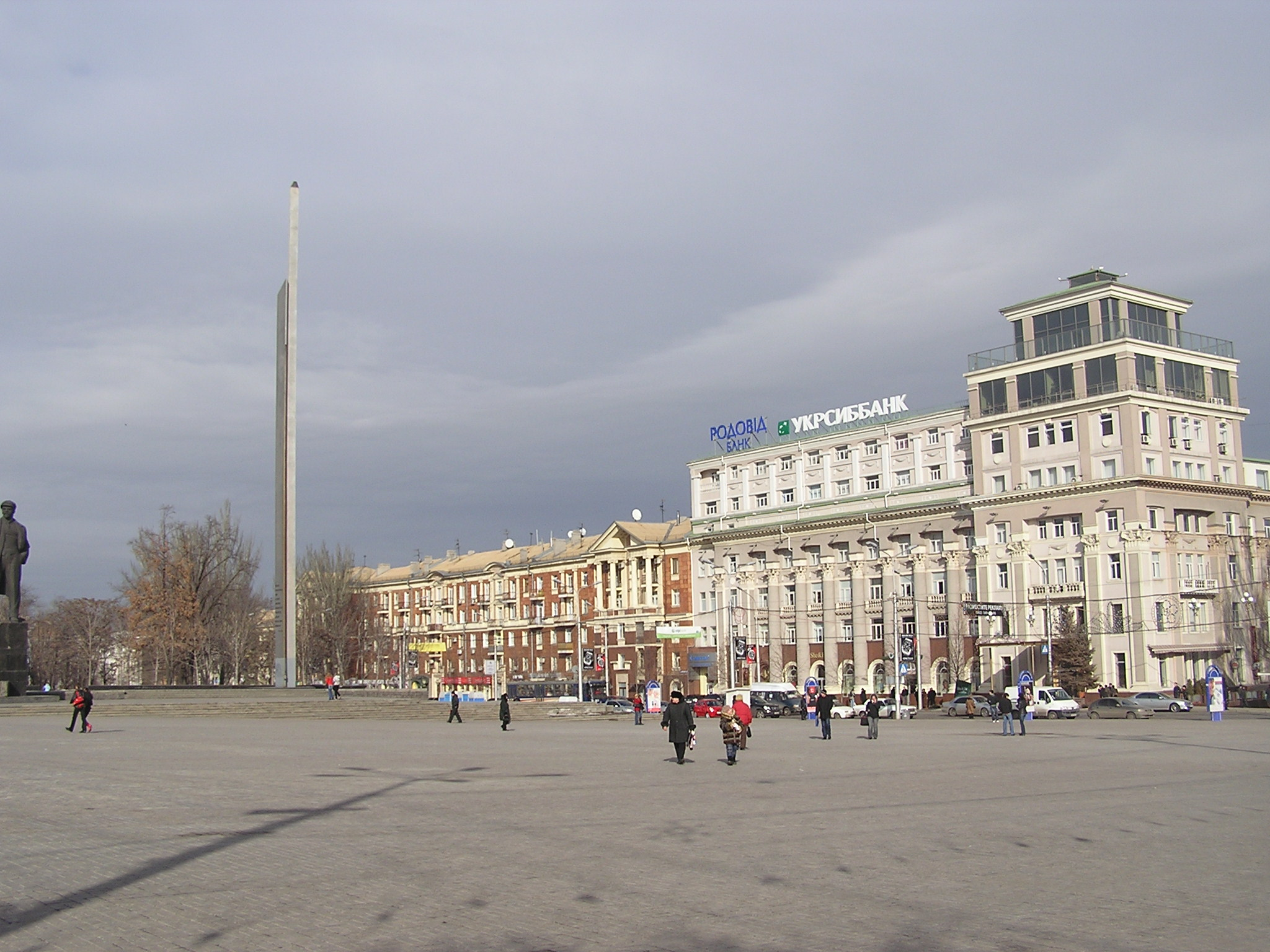
Donieck

Lista największych miast obwodu na podstawie danych z początku 2014 roku (przed wybuchem wojny w Donbasie) oraz ich skład narodowościowy w 2001 roku (dane ze spisu powszechnego):
|     | miasto         | populacja (2014) | Ukraińcy (2001) | Rosjanie (2001) | trzecia pod względem liczebności narodowość (2001) |
| --- | -------------- | ---------------- | --------------- | --------------- | -------------------------------------------------- |
| 1.  | Donieck        | 949 825          | 46,7%           | 48,2%           | Białorusini – 1,1%                                 |
| 2.  | Mariupol       | 458 533          | 48,7%           | 44,4%           | Grecy – 4,3%                                       |
| 3.  | Makiejewka     | 351 820          | 45%             | 50,8%           | Tatarzy – 1,1%                                     |
| 4.  | Gorłówka       | 254 416          | 51,4%           | 44,8%           | Białorusini – 1,3%                                 |
| 5.  | Kramatorsk     | 162 811          | 70,2%           | 26,9%           | Białorusini – 0,7%                                 |
| 6.  | Słowiańsk      | 116 694          | 73,1%           | 23,6%           | Turcy – 0,6%                                       |
| 7.  | Jenakijewe     | 81 054           | 45,3%           | 51,4%           | Białorusini – 1,1%                                 |
| 8.  | Bachmut        | 77 474           | 69,4%           | 27,5%           | Białorusini – 0,6%                                 |
| 9.  | Pokrowsk       | 76 857           | 75%             | 22,1%           | Białorusini – 0,7%                                 |
| 10. | Konstantynówka | 75 896           | 59,3%           | 37,7%           | Ormianie – 1%                                      |
| 11. | Drużkiwka      | 59 596           | 64,4%           | 32,2%           | Ormianie – 0,8%                                    |
| 12. | Charcysk       | 58 641           | 52,4%           | 44,1%           | Białorusini – 0,9%                                 |
| 13. | Czystiakowe    | 56 993           | 50,8%           | 45,1%           | Białorusini – 1,3%                                 |
| 14. | Szachtarsk     | 50 468           | 57,7%           | 37,7%           | Białorusini – 1,5%                                 |
| 15. | Myrnohrad      | 49 646           | 64,2%           | 31,3%           | Tatarzy – 0,7%                                     |
| 16. | Śnieżne        | 48 003           | 51,3%           | 45,1%           | Białorusini – 1%                                   |
| 17. | Jasynuwata     | 35 701           | 68,9%           | 28,7%           | Białorusini – 0,6%                                 |
| 18. | Awdijiwka      | 34 938           | 63,5%           | 33,7%           | Białorusini – 0,9%                                 |
| 19. | Torećk         | 34 750           | 61,4%           | 36,1%           | Białorusini – 1%                                   |
| 20. | Dobropole      | 30 884           | 71,3%           | 25,9%           | Białorusini – 1,1%                                 |